# Matériel roulant des TPDS
Liste du matériel roulant des Tramways de Paris et du département de la Seine (TPDS).
En 1900, la compagnie utilise : 

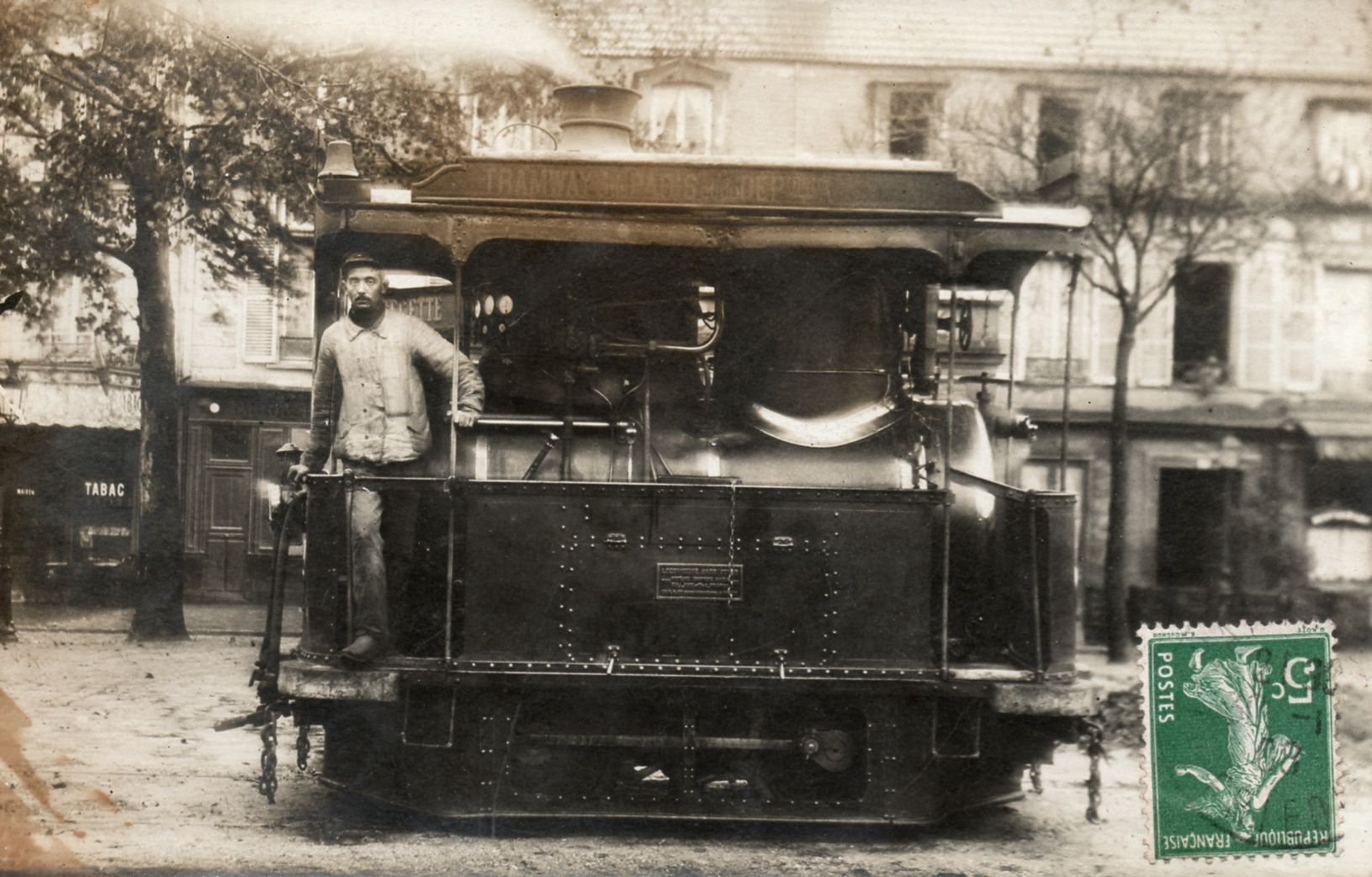
Locomotive de type 020t, système Francq.

- 20 locomotives sans foyer, système Francq ;
- 4 locomotives à vapeur type Winterthur ;
- 85 automotrices électriques à accumulateur (dont des automotrices système Heilmann) ;
- 80 automotrices électriques à captage sur ligne aérienne de contact et accumulateurs ;
- 4 voitures légères à trolley ;
- 20 automotrice électriques avec attelages à accumulateurs, trolley et prise de courant par caniveau[1].

## Automotrices électriques
- des automotrices à accumulateurs et prise de courant par perche
  - de type Aubervilliers, à bogies, puissance 2 x 25 cv, à impériale, livrées en 1898, 30 unités,
  - de type Gennevilliers, à bogies, puissance 2 x 25 cv, à impériale, livrées en 1899, 30 unités,
  - de type Impériale, à essieux, puissance 2 x 37 cv, à impériale, livrées en 1900,
- des automotrices à prise de courant par perche
  - de type Bordelaise, à essieux, puissance 2 x 25 cv, livrées en 1901, no 57 à 62.

| Illustration | Modèle ou type  | Description                                                                 | Nombre      | Numéros                                           | En service                                        | Hors service | Remarques                                             |
| ------------ | --------------- | --------------------------------------------------------------------------- | ----------- | ------------------------------------------------- | ------------------------------------------------- | ------------ | ----------------------------------------------------- |
|              | Type T1-T30     | Ex. type A2 des TMEP : plateformes agrandies et                             | 20          | T1-T30                                            |                                                   |              | Empattement allongé pour 8 unités.                    |
|              | Type T 0        | Essieux, plateformes d'extrémités.                                          | 20          | T 31-T 50                                         | 1911                                              |              |                                                       |
| 20           | Type T 0        | Essieux, plateformes d'extrémités.                                          | T 51-T 70   | 1913                                              |                                                   |              |                                                       |
|              | Type T 201      | Ex. type A4 des TMEP : bogies remplacés par un châssis neuf à deux essieux. | 58          | T 201-T 258                                       |                                                   |              |                                                       |
|              | Type T 259      | Type A4 des TMEP non transformées.                                          | 26          | T 259-T284                                        |                                                   |              | Affectées à la ligne Paris - Saint-Germain (n°1 à 29) |
|              | Type T 285      | Ex. type A4 des TMEP : bogies remplacés par un châssis neuf à deux essieux. | 15          | T 285-299                                         |                                                   |              |                                                       |
|              | Type A2         | Deux essieux, puissance 2 x 25 cv, plateformes d'extrémités.                | 30          | 1-30                                              | 1910 ex. TMEP                                     |              |                                                       |
|              | Type A4         | À bogies, puissance 4 x 25 cv, plateforme centrale.                         | 70          | 101-170                                           | 1910 ex. TMEP                                     |              |                                                       |
|              | Type C          | Essieux et plateforme centrale.                                             | 129         | C 1-C 129                                         | 1913                                              |              |                                                       |
| 14           | Type C          | Essieux et plateforme centrale.                                             | C 130-C 143 | Commandées mais non livrées en raison du conflit. | Commandées mais non livrées en raison du conflit. |              |                                                       |
| 34           | Type C          | Essieux et plateforme centrale.                                             | C 144-C 177 | 1913                                              |                                                   |              |                                                       |
| 22           | Type C          | Essieux et plateforme centrale.                                             | C 178-C 199 | Commandées mais non livrées en raison du conflit. | Commandées mais non livrées en raison du conflit. |              |                                                       |
| 24           | Type C          | Essieux et plateforme centrale.                                             | C 200-C 223 | 1914                                              |                                                   |              |                                                       |
|              | Type PC         | Perche uniquement, puissance 2 x 25 cv.                                     | 3           | 31-33                                             | 1899                                              |              |                                                       |
|              | Type RG         | Perche uniquement, puissance 2 x 35 cv.                                     | 4           | 41-44                                             | 1905                                              |              |                                                       |
|              | Type Versailles | Perche uniquement, puissance 2 x 25 cv.                                     | 3           | 1-3                                               | 1897                                              |              |                                                       |

## Automotrices à vapeur
- de type Serpollet, à essieux, à impériale, livrées en 1893, no 1 à 23,

- des automotrices à accumulateurs
  - de type Saint-Denis, à essieux, puissance 2 x 13 cv, à impériale, livrées en 1892,
  - de type Heilmann, à essieux, puissance 2 x 20 cv, à impériale, livrées en 1897, 35 unités,

## Locomotives sans foyer
- no 1 à 14, de type 020T, livrées par Corpet en 1877, transformées en 1889 en type Francq 2, poids à vide 9 t, ex-Tramways du Nord,
- no 15 à 19, de type 020T, livrées par Cail en 1877, type Francq 1 et 1 bis, poids à vide 6,6 t, ex-PSG no 1 à 5,
- no 20, de type 020T, reconstruite en 1889, type Francq 2, poids à vide 9,7 t, ex-PSG no 6,

| Illustration | Modèle ou type   | Nombre | Numéros | En service    | Hors service | Remarques                                                 |
| ------------ | ---------------- | ------ | ------- | ------------- | ------------ | --------------------------------------------------------- |
|              | Fives-Lille 020T | 5      | 1-5     | 1910 ex. TMEP |              | Uniquement utilisées sur la ligne Saint-Germain - Poissy. |

## Voitures
| Illustration | Modèle ou type | Description                                                                                   | Nombre | Numéros    | En service    | Hors service | Remarques |
| ------------ | -------------- | --------------------------------------------------------------------------------------------- | ------ | ---------- | ------------- | ------------ | --------- |
|              | Type A4Rf      | À bogies, fermées, plateforme centrale.                                                       | 30     | 501-530    | 1910 ex. TMEP |              |           |
|              | Type A4Ro      | À bogies, ouvertes, plateforme centrale                                                       | 30     | 801-840    | 1910 ex. TMEP |              |           |
|              | Type NML       | À essieux, baladeuses ouvertes.                                                               | 30     | 1-30       | 1910 ex. TMEP |              |           |
|              | Type Rc        | Ex. type A4Ro des TMEP : bogies remplacés par deux essieux radiaux et fermeture de la caisse. | 20     | Rc 1-Rc 21 |               |              |           |

## Matériel complémentaire
- Matériel issu de l'absorption de la compagnie NP en 1910 :
  - Automotrices de type ET, à bogies, no 101 à 130,
  - Automotrices de type RG, à bogies, no 131 à 135,
  - Attelages de type ET, à essieux, no 1 à 30,